# Linia kolejowa nr 94
Linia kolejowa nr 94 Kraków Płaszów – Oświęcim – linia kolejowa znaczenia państwowego o długości 64,502 km, w większości dwutorowa, prawie w całości zelektryfikowana.
30 października 1970 roku zelektryfikowano odcinek Kraków Płaszów – Spytkowice, na którym uruchomienie sieci trakcyjnej nastąpiło 12 listopada. 9 września 1971 roku zelektryfikowany został odcinek Spytkowice – Oświęcim i tym samym ukończono elektryfikację całej linii.
Ma ona duże znaczenie dla ruchu towarowego pomiędzy Śląskiem a Krakowem. W latach 2012–2015 ruch pociągów pasażerskich odbywał się jedynie na niewielkim odcinku z Krakowa Płaszowa do Skawiny (i dalej linią nr 97 w kierunku Zakopanego), z wyjątkiem wakacyjnego komercyjnego połączenia relacji Kraków Główny – Zator uruchomionego na zlecenie tamtejszego parku rozrywki. Ostatnim pociągiem pasażerskim pokonującym całą linię nr 94 przed końcem 2014 był międzynarodowy pociąg Interregio z Krakowa do Ostrawy w Czechach, kursujący jedynie od 14 do 31 grudnia 2014.
W grudniu 2012 pociągi relacji Kraków Główny – Oświęcim zostały zawieszone do odwołania, a co za tym idzie odcinek Skawina – Oświęcim został pozbawiony połączeń osobowych. 14 grudnia 2015 ruch pasażerski na całej długości trasy został przywrócony, jednak po roku kursowania pociągów Kraków – Skawina – Oświęcim w grudniu 2016 roku zostały one znów zawieszone. Ruch pasażerski w kierunku Oświęcimia przywrócono 1 października 2022 roku. Ze względu na prowadzone prace modernizacyjne pociągi kończą bieg w Przeciszowie.
W listopadzie 2015 PKP PLK ogłosiły przetarg na budowę nowego przystanku kolejowego Kraków Sanktuarium. Przystanek jest zlokalizowany na wysokości Parku Handlowego Zakopianka, a szacowany koszt jego budowy miał wynieść około 28 mln zł. Przystanek został otwarty 24 lipca 2016 r.
26 czerwca 2017 PKP PLK podpisały umowę na remont linii na odcinku Kraków Płaszów – Podbory Skawińskie wraz z budową 2 nowych przystanków: Kraków Opatkowice i Skawina Jagielnia. Zostały one otwarte 13 czerwca 2021 roku.

## Infrastruktura

### Posterunki ruchu i punkty ekspedycyjne
Na linii znajdują się 92 różne punkty eksploatacyjne, w tym 9 stacji kolejowych, 17 przystanków.
| Rodzaj i nazwa                         | Zdjęcie | Liczba peronów | Liczba krawędzi peronowych | Infrastruktura                                                     |
| stacja kolejowa Kraków Płaszów         |         | 4              | 6                          | - przejście pod torami - kasy biletowe - informacja dla podróżnych |
| przystanek osobowy Kraków Podgórze     |         | 2              | 3                          |                                                                    |
| stacja kolejowa Kraków Bonarka         |         | 2              | 4                          | - przejście nadziemne                                              |
| przystanek osobowy Kraków Łagiewniki   |         | 2              | 2                          |                                                                    |
| przystanek osobowy Kraków Sanktuarium  |         | 2              | 2                          | - przejście nad torami                                             |
| przystanek osobowy Kraków Swoszowice   |         | 2              | 3                          |                                                                    |
| przystanek osobowy Kraków Opatkowice   |         |                |                            |                                                                    |
| przystanek osobowy Kraków Sidzina      |         | 2              | 2                          |                                                                    |
| przystanek osobowy Skawina Jagielnia   |         |                |                            |                                                                    |
| stacja kolejowa Skawina                |         | 2              | 3                          |                                                                    |
| przystanek osobowy Skawina Zachodnia   |         | 2              | 2                          | - informacja dla podróżnych                                        |
| stacja kolejowa Podbory Skawińskie     |         | 2              | 2                          |                                                                    |
| przystanek osobowy Zelczyna            |         |                |                            |                                                                    |
| przystanek osobowy Wielkie Drogi       |         | 1              | 2                          |                                                                    |
| przystanek osobowy Jaśkowice           |         | 2              | 2                          |                                                                    |
| stacja kolejowa Brzeźnica              |         | 1              | 2                          |                                                                    |
| przystanek osobowy Półwieś             |         | 2              | 2                          |                                                                    |
| przystanek osobowy Ryczów              |         | 2              | 2                          |                                                                    |
| przystanek osobowy Spytkowice Kępki    |         | 2              | 2                          |                                                                    |
| stacja kolejowa Spytkowice             |         | 2              | 3                          |                                                                    |
| przystanek osobowy Zator               |         | 1              | 2                          |                                                                    |
| przystanek osobowy Zator Park Rozrywki |         |                |                            |                                                                    |
| stacja kolejowa Przeciszów             |         | 1              | 2                          |                                                                    |
| przystanek osobowy Włosienica          |         | 2              | 2                          |                                                                    |
| stacja kolejowa Dwory                  |         | 1              | 2                          |                                                                    |
| stacja kolejowa Oświęcim               |         | 4              | 7                          | - przejście podziemne - windy - biletomat                          |

## Galeria

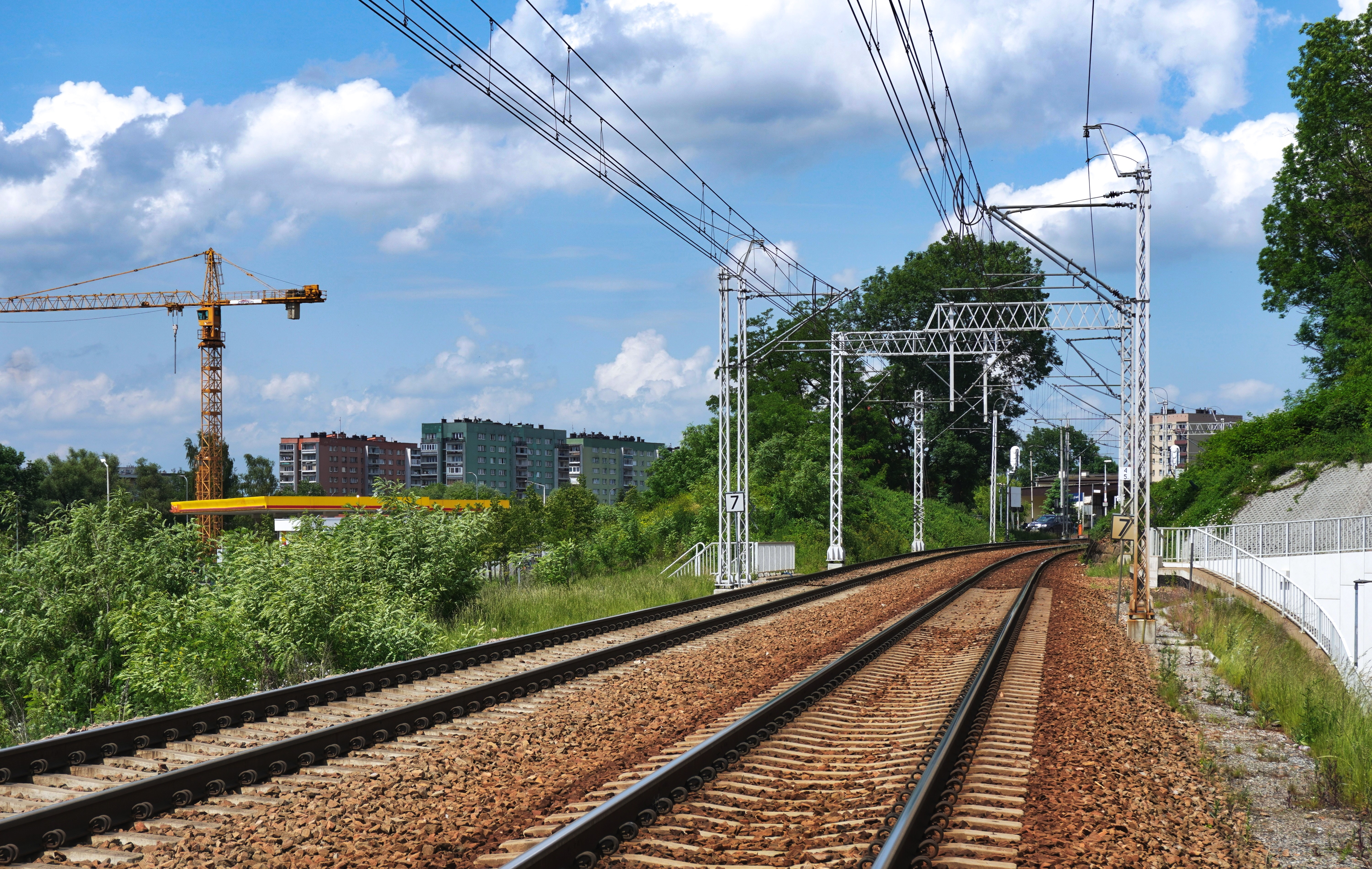
Linia kolejowa w rejonie Trasy Łagiewnickiej, widok na północ